# Гум (острів)
Гум (азерб. Qum adası; Kiçik Zirə) — острів у Каспійському морі поблизу південно-східного узбережжя Азербайджану. Є одним з островів Бакинського архіпелагу.
Розташований на відстані 4 км південний схід від м. Султан Бакинської бухти.

## Назва
Російська назва острова Пєщаний. Ф. Соймонов в атласі 1731 р. назвав острів «Пєсошний». У лоції М. Л. Пущина (1897 р) наводиться місцева тюркська назва о Таза-Зире, тобто «Новий острів»

## Опис
Острів витягнутий на 3 км, ширина 450 м. Складений з піску та ракушок. На захід від острова тягнеться мілина завдовжки 1 км
.